# Астрабад (пароход, 1835)
«Астрабад» — пароход Каспийской флотилии Российской империи.

## Описание парохода
Колёсный пароход с деревянным корпусом, длина судна составляла 28,96 метра, а ширина — 6,2 метра. На пароходе была установлена паровая машина мощностью 40 номинальных лошадиных сил и два бортовых гребных колеса, также судно несло парусное вооружение.
Востоковед И. Н. Березин в своём «Путешествии по Дагестану и Закавказью» в 1842 году так описывал пароход при его отплытии из Астрахани:
«Астрабад» выкинул огромный столб дыма, колёса забороздили по гладкой поверхности Волги, испуганныя лодки безчисленными радиусами кинулись в разныя стороны...

## История службы
Пароход «Астрабад» был заложен в Астрахани 24 апреля (6 мая) 1835 года и после спуска на воду 12 (24) сентября 1835 года вошёл в состав Каспийской флотилии России. Строительство вёл корабельный мастер прапорщик Бебихов.
В кампанию 1837 года под командованием капитан-лейтенанта Ф. А. Усаченко пароход выходил в крейсерское плавание в северной части Каспийского моря. Целью плавания была борьба с пиратством и охрана рыбных промыслов.
В 1848 году корпус парохода был передан в портовую службу, а паровая машина была установлена на новом одноимённом пароходе.